# أحادي القطب المغناطيسي

من المستحيل تكوين أحادي القطب المغناطيسي من قضيب مغناطيسي بشقه إلى نصفين؛ فلن يؤدي هذا إلى أن يحمل أحد الشقين القطب الشمالي ويحمل الآخر القطب الجنوبي، بل سيكون لكل شق قطباه الشماليان والجنوبيان. لن نستطيع تكوين أحادي القطب المغناطيسي من المادة العادية مثل الذرات والإلكترونات، مما سيجعله جسيمًا أوليًا فريدًا.

أحادي القطب المغناطيسي (بالإنجليزية: Magnetic monopole) في فيزياء الجسيمات هو جسيم أولي، وهو عبارة عن مغناطيس منفصل يحمل أحد القطبين المغناطيسيين دون الآخر، وإن صح وجوده فسوف يحوي «شحنة مغناطيسية» صافية. تعد هذه الفكرة محل اهتمام نظريات حديثة في علم الجسيمات، ولا سيما نظرية الأوتار الفائقة والنظرية الموحدة العظمى التي تعتقد وجودها.
لا تنشأ المغناطيسية الموجودة في القضيب المغناطيسي أو المغناطيس الكهربي من تلك الجسيمات، بل لا يوجد دليل تجريبي قاطع على وجودها في الكون ، رغم احتواء بعض نظم المواد المكثفة على أشباه جسيمات أحادية القطب فعالة غير منفصلة، أو حدوث ظواهر تشبه رياضيًا ظاهرة أحادية القطب المغناطيسي بها.